# Escatologia realizada
Escatologia realizada é uma teoria escatológica cristã popularizada por J.A.T. Robinson, Joachim Jeremias, Ethelbert Stauffer (1902-1979) e C. H. Dodd (1884-1973) que sustenta que as passagens escatológicas do Novo Testamento não se referem ao futuro, mas sim ao ministério de Jesus e ao seu legado duradouro.(p60) A escatologia não é, portanto, o fim do mundo, mas o seu renascimento instituído por Jesus e continuado pelos seus discípulos, um fenómeno histórico (e não trans-histórico). Aqueles que defendem esta visão geralmente rejeitam as teorias escatológicas, acreditando que são irrelevantes; eles sustentam que o que Jesus disse e fez, e disse aos seus discípulos que fizessem o mesmo, tem maior significado do que quaisquer expectativas messiânicas. A escatologia realizada contrasta com a escatologia consistente. Os dois conceitos foram combinados na escatologia inaugurada.

## Crítica
O teólogo John Walvoord afirma que esta visão é atraente para os cristãos liberais que preferem enfatizar o amor e a bondade de Deus enquanto rejeitam a noção de julgamento. Em vez disso, o professor de teologia David Wheeler sugere que a escatologia deveria ser uma questão de envolvimento no processo de transformação, em vez de esperar que forças externas e desconhecidas provoquem a destruição.